# عين الزارة
عين الزارة هي منطقة أثرية قريبة من البحر الميت في محافظة الكرك في الأردن. تقع على شاطئ البحر الميت وتبعد 65كم من عمان. كان اسمها قديما «كاليروهي Callirhoe» وهي كلمة يونانية تعني المياه الساخنة وجنوبها الكرك والعقبة ووادي عربة والطفيلة.
كان يستخدم الموقع عبر العصور كحمامات علاجية كحمامات ماعين، وبدءًا بالفترة الرومانية حين بُنيت حمامات وبرك مياه وألحق بها أماكن تشبه القصر، واستخدم في العصر البيزنطي، وكشفت التنقيبات هناك عن وجود قنوات لتجميع المياه واستخدامها في الحمامات.
وتصور خريطة الفسيفساء في مادبا المنجزة في القرن الميلادي السادس، عيون الماء في زارة وقد كتب عليها اسمها الروماني ورسم بواسطة الفسيفساء ثلاثة من المباني تمثل برك ماء تحفها أشجار النخيل. وعرف المكان باسمه الجديد عين زارة منذ قرن تقريبًا، وفي العام 1984 قام عالم الآثار الألماني«شتروبل ودونر» بالتنقيب في موقع عين زارة واكتشف بعض المباني في الميناء القديم التي كانت تستخدم لاستقبال قوارب نقل البضائع القاطعة عرض البحر الميت باتجاه الشاطئ الغربي للبحر وهو ما أشارت إليه خارطة فسيفساء مادبا برسمها لمراكب بحرية وسط البحر.